# Серая кошачья акула
Серая кошачья акула (лат. Chiloscyllium griseum) — вид акул из рода азиатских кошачьих акул одноимённого семейства отряда воббегонгообразных. Обитает в Индийском и Тихом океане на глубине до 80 м. Размножается, откладывая яйца. Представляет незначительный интерес для коммерческого рыбного промысла. Этих акул можно содержать в аквариумах. 

## Таксономия
Впервые вид описан научно в 1838 году. Лектотип представляет собой неполовозрелого самца длиной 37,4 см, пойманного у побережья Кералы, Индия. Видовое название происходит от лат. griseus — «серый».

## Ареал
Прибрежная донная акула, живущая на глубинах от 5 до 80 м. Обитает в северной части Индийского океана, в том числе в Персидском заливе, а также в западной части Тихого океана. Отмечена в водах Пакистана, Индии, Шри-Ланки, Малайзии, Таиланда, Индонезии, Китая, Японии, Филиппин, Папуа — Новой Гвинеи.

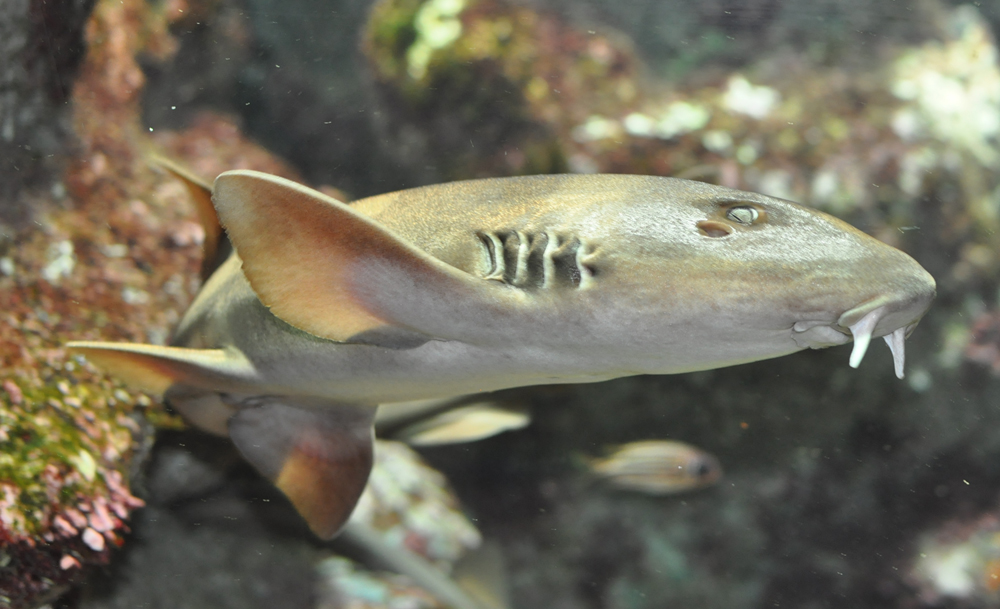

## Описание
У серых кошачьих акул тонкое цилиндрическое тело без латеральных и дорсальных выступов. Голова лишена латеральных складок кожи. Рыло коническое и закруглённое. Глаза расположены дорсолатерально. Длина глаз составляет 1,3—2,2 % длины тела. Позади глаз имеются брызгальца. Жаберные щели маленькие, пятая и четвёртая жаберные щели расположены близко друг к другу. Ноздри обрамлены усиками. Внешний край назальных выходных отверстий окружён складками и бороздками. Маленький почти поперечный рот расположен перед глазам и сдвинут к кончику рыла. Нижние губные складки соединяются с подбородком посредством кожных складок. Нижние и верхние зубы не имеют чётких различий, оснащены центральным остриём и несколькими латеральными зубчиками.
Расстояние от кончика рыла до грудных плавников равно 16,5—19,5 % длины тела. Грудные и брюшные плавники маленькие, широкие и закруглённые. Спинные плавники одинакового размера. Они сильно смещены назад. Шипы у их основания отсутствуют. Расстояние между их основаниями небольшое, оно слегка превышает длину основания первого спинного плавника и равно 8,7—11,5 % длины тела. Основание первого спинного плавника расположено позади основания брюшных плавников. Высота первого и второго спинных плавников равна 6,2—8,2 % и 7,4—9,1 % длины тела соответственно. Основание длинного, невысокого и килеобразного анального плавника расположено позади основания второго спинного плавника. Расстояние от кончика рыла до анального отверстия составляет 34,5—38,3 % длины тела. Дистанция между анальным отверстием и кончиком хвостового плавника равна 58,1—64,4 % длины тела. Длина основания анального плавника в 6 раз превышает его высоту. Хвостовой плавник асимметричный, верхняя лопасть не возвышается над апексом туловища, у её края имеется вентральная выемка. Нижняя лопасть неразвита. Латеральные кили и прекаудальная ямка на хвостовом стебле отсутствуют. Общее число позвонков 156—170. Количество витков кишечного клапана колеблется от 15 до 19. Окраска ровного жёлто-коричневого цвета, у молодых акул на кончиках плавников имеются тусклые светлые пятна. У молодых особей есть тёмно-коричневые полосы на теле и голове; взрослые однотонно окрашены в серый или светло-коричневый цвет. Длина тела достигает 0,75 м.

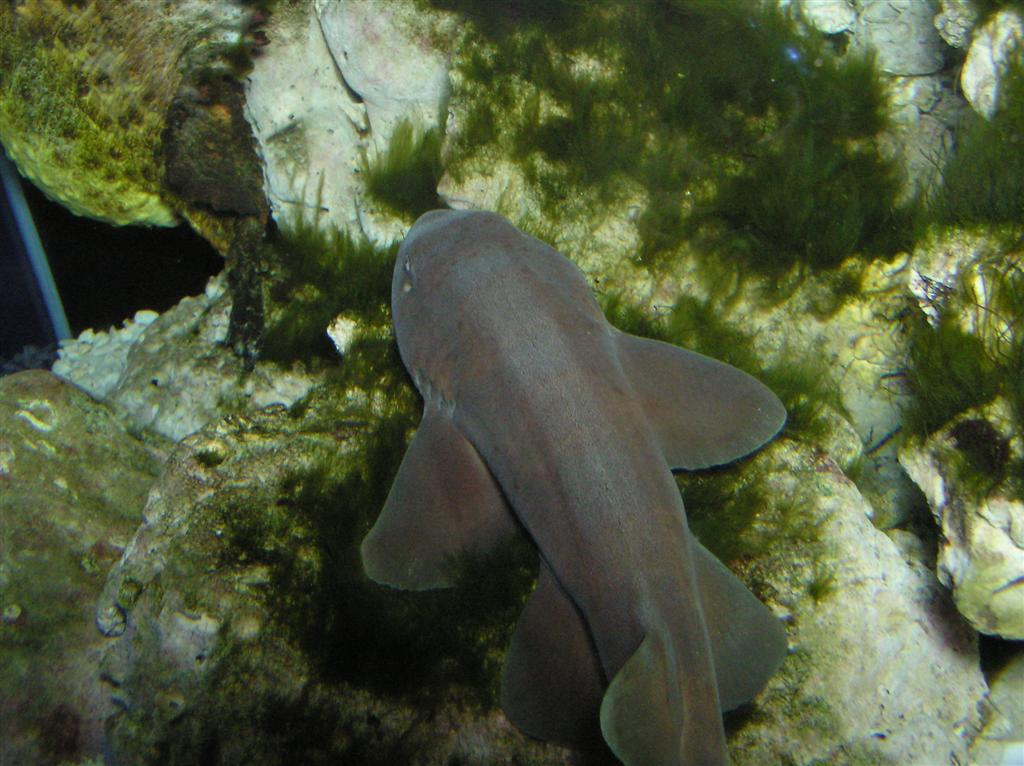

## Биология
Рацион этих акул в основном состоит из мелкой рыбой и донных беспозвоночных. Они размножаются, откладывая яйца. Самцы достигают половой зрелости при длине 45—55 см.

## Взаимодействие с человеком
Эта акула неопасна, но может укусить, если её потревожить. Её ловят и используют в пищу в Пакистане, Индии и Таиланде. В США её держат в публичных аквариумах. Международный союз охраны природы присвоил этому виду статус сохранности «Уязвимый вид» из-за угрозы перелова и разрушения среды обитания.